# 早坂よしゆき
早坂 よしゆき（はやさか よしゆき、1963年7月5日 - ）は、日本の漫画家。北海道出身。本名、早坂善行。血液型はAB型。

## 経歴
1984年、本名名義での作品『スーパー配達人』が赤塚賞準入選となり、同作品が『月刊少年ジャンプ』（集英社）に掲載されてデビュー。その後、ペンネームを早坂よしゆきに変更し秋田書店の雑誌を中心に活動。1991年から『週刊少年チャンピオン』（秋田書店）に連載された『代打教師 秋葉、真剣です!』は大ヒット作となり、1991年8月31日には実写映画化された。後にパチンコ・パチスロ漫画を執筆するようになり、その時から「ハヤちん」と呼ばれるようになった。

## 作品リスト
- イダテンKID（少年KING、少年画報社）
- フリーター（作：三村渉、ヤングチャンピオン、秋田書店、全2巻）
- 代打教師 秋葉、真剣です!（作：M.A.T.、週刊少年チャンピオン、秋田書店、全14巻）
- EXCITING WILD BOY くにお（週刊少年チャンピオン、秋田書店、全4巻）
- 青空ずかん（週刊少年チャンピオン、秋田書店、全2巻）
- いくぜ!!一発（作：M.A.T.、月刊コミックビンゴ、文藝春秋、全1巻）
- ドハマリ野郎（竹書房、全6巻）※「ハイビスカス狂咲編」もあり（全1巻）。
- 気分は木の葉積み（パチスロ777、竹書房、全1巻）※単行本は綜合図書発行。この他にも「アステカ編」「ブリチカ編」「エックスマン編」「モグモグ編」といったシリーズ化されている。
- ハヤちんの負けてもともと（宝島社、全3巻）
- アラジンA サラリーマン金太郎 キングパルサー 猛爆御三家大攻略（宝島社、全1巻）
- 猛爆大攻略ミリオンゴッド・ネオプラネットXX・ハクション大魔王S（宝島社、全1巻）